# 907 Rhoda
907 Rhoda' è un asteroide della fascia principale del diametro medio di circa 62,73 km. Scoperto nel 1918, presenta un'orbita caratterizzata da un semiasse maggiore pari a 2,7982267 UA e da un'eccentricità di 0,1636760, inclinata di 19,57335° rispetto all'eclittica.
Il suo nome è in onore della moglie di Edward Emerson Barnard, un astronomo statunitense.